# Utik
Utik – wieś w Słowenii, w gminie Vodice. W 2018 roku liczyła 498 mieszkańców.